# Война центральных равнин
Война центральных равнин (кит. трад. 中原大戰, упр. 中原大战, пиньинь Zhōngyúan Dàzhàn, май — ноябрь 1930) — гражданская война в гоминьдановском Китае, вызванная протестами против концентрации власти в руках Чан Кайши. Боевые действия велись на территории, которая в русской географической традиции называется Великой Китайской равниной, а в китайской географической традиции подразделяется на несколько равнин — отсюда и название.

## Предыстория
После того, как в марте 1925 года в Пекине скончался Сунь Ятсен, началась борьба между группировками внутри партии Гоминьдан. Наиболее влиятельными фигурами были Ван Цзинвэй, Ху Ханьминь и Ляо Чжункай. В августе Ляо Чжункай был застрелен в Гуанчжоу, в организации его убийства обвинили Ху Ханьминя, который был арестован. Таким образом, из наиболее влиятельных фигур остался лишь Ван Цзинвэй. Однако в связи с тем, что военный министр Национального правительства Сюй Цзуньчжи также был замешан в убийстве Ляо Чжункая, то руководство прогоминьдановскими вооружёнными силами сосредоточилось в руках руководителя академии Вампу Чан Кайши. 20 марта 1926 года Чан Кайши произвёл военный переворот, арестовав многих представителей левого крыла и коммунистов. Напуганный действиями Чан Кайши, Ван Цзинвэй, сославшись на болезнь, спешно покинул Гуанчжоу и до следующего года выехал «для лечения» в Европу. После его отъезда Чан Кайши сосредоточил в своих руках всю полноту гражданской и военной власти.
В 1926 году начался Северный поход, в результате которого Китай оказался объединённым под властью партии Гоминьдан. Однако во многом единство было чисто внешним, так как многие милитаристы просто объявляли себя сторонниками Национального правительства, на деле сохраняя свои войска и власть на местах. В результате к концу 1928 года Национально-революционная армия состояла из четырёх армейских групп:
- 1-я группа, или Центральная армия — войска Академии Вампу, подчинённые Чан Кайши
- 2-я группа, или «Народная армия» (она же Северо-Западная) — войска, подчинённые Фэн Юйсяну
- 3-я группа, войска которой подчинялись Янь Сишаню из Шаньсийской клики
- 4-я группа, войска которой подчинялись Ли Цзунжэню из Новой клики Гуанси

10 октября 1928 года Чан Кайши стал председателем Национального правительства Китайской республики, а 29 декабря 1928 года Чжан Сюэлян осуществил смену флагов на Северо-Востоке. Северный поход был объявлен завершённым, в связи с выполнением задачи объединения страны, и встала задача реорганизации армии. Оказалось, что несмотря на признание Центрального правительства, местные военачальники из бывших милитаристов, примкнувших к Гоминьдану, хотят сохранить за собой административную и партийную власть и сбор налогов на местах. На этой почве начались столкновения между ними и Чан Кайши.
В феврале — марте 1929 года началась война гоминьдановских армий с гуансийской группировкой Ли Цзунжэня и Бай Чунси. В сентябре 1929 года против Чан Кайши в центральном Китае выступил Чжан Факуй, в октябре-ноябре на северо-западе — Фэн Юйсян, в начале декабря в провинции Хэнань — Тан Шэнчжи. Однако война против Фэн Юйсяна, обладавшего крупнейшей армией, была успешной для Центрального правительства, и Народная армия была вытеснена в окраинные провинции Чахар и Суйюань.
В это время против Чан Кайши выступила влиятельная оппозиция — Движение за реорганизацию Гоминьдана. Лидеры этого движения — Ван Цзинвэй и Чэнь Гунбо — обвиняли правительство в коррупции и нарушении прав народа. Их поддержали многие недовольные милитаристы. В феврале 1930 года Янь Сишань открыто потребовал отставки Чан Кайши. Прочие противники Чан Кайши согласились признать Янь Сишаня своим военным лидером.
1 марта 1930 года в Нанкине состоялся IV Пленум ЦИК Гоминьдана, который исключил Ван Цзинвэя из партии. 18 марта войска Янь Сишаня заняли Бэйпин и вновь переименовали город в Пекин. Все крупные милитаристы Китая разделились в своих симпатиях к Чан Кайши или его противникам; неопределённой оставалась лишь позиция Чжан Сюэляна в Маньчжурии.

## Ход боевых действий
Войска античанкайшистской коалиции планировали нанести несколько ударов. Ли Цзунжэнь должен был продвигаться из Гуанси в Хунань и ударить на Ухань. Янь Сишань и Фэн Юйсян должны были двинуться через Шаньдун, который только что покинули японские войска и в котором ещё не было войск центрального правительства, на Сюйчжоу, а оттуда, вдоль железной дороги, на столицу Чан Кайши Нанкин. Чан Кайши отправил генерала Хань Фуцзюя оборонять южный берег Хуанхэ, а Центральную армию под командованием генерала Лю Чжи разместил в Сюйчжоу.
Используя преимущество в авиации, войска центрального правительства ударили первыми. К концу мая Чэнь Чэн разгромил сильнейшего противника — Северо-Западную армию Фэн Юйсяна; шаньсийские войска Янь Сишаня не смогли прийти к ней на помощь. К августу на севере бои велись по всей линии фронта от Кайфэна до Сюйчжоу, потери с обеих сторон достигли 200 тысяч человек. Однако Северо-Западная и Шаньсийская армия действовали нескоординированно, не приходили друг другу на помощь, что позволяло войска центрального правительства держаться.
Тем временем на юге войска Ли Цзунжэня заняли Юэян, однако войска Чан Кайши перерезали им пути снабжения, и вынудили отступить обратно в Гуанси. Избавившись от угрозы с юга, войска центрального правительства перенесли центр боевых действий в Шаньдун, высадившись в Циндао и взяв 25 августа столицу провинции город Цзинань (занятый войсками Янь Сишаня 15 июня).
В сентябре 1930 года в Пекине было образовано сепаратистское правительство во главе с Янь Сишанем, в состав которого вошли Ван Цзинвэй, Фэн Юйсян, Ли Цзунжэнь и др. Сепаратисты, однако, не выдвинули никакой конкретной политической и экономической программы кроме требования об усилении роли местных властей и, соответственно, уменьшения роли Гоминьдана на местах. Пекин был объявлен столицей Китая в противовес Нанкину.
18 сентября 1930 года Чжан Сюэлян неожиданно встал на сторону Чан Кайши, и занял Бэйпин (Пекин) и Тяньцзинь. В октябре 1930 года войска центрального правительства нанесли поражение Фэн Юйсяну. С мятежом «старых милитаристов» было покончено.

## Итоги и последствия
В этой войне сторонники центрального правительства потеряли убитыми и ранеными около 90 тысяч человек, их противники — порядка 150 тысяч человек. Война почти довела центральное правительство до банкротства. Войска Фэн Юйсяна влились в армию Чжан Сюэляна, Янь Сишань также отдался под покровительство Чжан Сюэляна. Ли Цзунжэнь, вернувшись в Гуанси, стал готовиться к новым битвам против Чан Кайши, но последовавшая в следующем году японская интервенция в Маньчжурию вынудила милитаристов, стоявших на патриотических позициях, отложить внутренние распри перед лицом внешней угрозы.